# Maximino García
Maximino García Rodríguez (Montevideo, 22 luglio 1915 – ...) è stato un pallanuotista e nuotatore uruguaiano che ha partecipato alle Olimpiadi estive del 1936.
Ha gareggiato nel torneo di pallanuoto assieme al fratello Hugo.